# Zmago Lenardič
Zmago Lenardič, slovenski slikar, * 1959, Ljubljana.

## Življenje
V letih 1979−1984 je študiral filozofijo in sociologijo na Filozofski fakulteti v Ljubljani, po diplomi iz sociologije pa še slikarstvo na Akademiji za likovno umetnost v Ljubljani. Leta 1988 je s strani Akademije za likovno umetnost in oblikovanje - ALUO v Ljubljani prejel študentsko Prešernovo nagrado. Leta 1989 je bil sprejet v Zvezo društev slovenskih likovnih umetnikov. Od istega leta je deloval tudi kot član eksperimentalnega gledališča Glej. Krajše obdobje je poučeval na Srednji aranžerski šoli v Ljubljani.
Od leta 2004 je kot docent za slikarstvo zaposlen na ljubljanski Akademija za likovno umetnost in oblikovanje.
Je soustanovitelj društva Galerije GT. Leta 1992 dobitnik štipendije DAAD v Atelierhaus Worpswede, Worpswede.

### Nagrade
Leta 2004 je s strani Mestne občine Ljubljana prejel Župančičevo nagrado za izjemne dosežke v kulturi, leta 2012 pa je prejel Jakopičevo nagrado.